# Pangio longimanus
Pangio longimanus är en fiskart som beskrevs av Ralf Britz och Maurice Kottelat 2010. Pangio longimanus ingår i släktet Pangio och familjen nissögefiskar. IUCN kategoriserar arten globalt som otillräckligt studerad. Inga underarter finns listade i Catalogue of Life.